# Liliane Ménissier
Pour les articles homonymes, voir Ménissier.
Liliane Ménissier (née le 12 novembre 1960 à Gray) est une athlète française, spécialiste des épreuves combinées et haut fonctionnaire du Ministère de l'éducation nationale.

Elle occupait depuis juin 2022 la fonction d'Inspectrice d'académie - Directrice académique des services de l'éducation nationale de Saône-et-Loire (IA-DASEN). Elle quittera ses fonctions le 28 mars 2025.

## Biographie
Elle est sacrée championne de France de l'heptathlon en 1986 et 1990.

## Distinctions
- 2025   Chevalier de la Légion d'honneur remise par Yves Séguy, préfet de Saône-et-Loire[2].